# Élections législatives de 1849 dans le Nord (secteur de Dunkerque)
Les élections législatives de 1849 dans le Département du Nord (Secteur de Dunkerque) se déroulent le 13 mai 1849.

## Circonscription
Aucune, élection au niveau du département.

## Contexte
Conformément aux articles 20 à 31 de la Constitution du 4 novembre 1848 et à la loi électorale du 15 mars 1849, étaient électeurs les Français de plus de 21 ans habitant dans leur commune depuis au moins six mois, et étaient éligibles les citoyens âgés d'au moins 25 ans, sans condition de domicile.
Le mode de scrutin utilisé était un scrutin majoritaire plurinominal de liste à deux tours, exercé dans le cadre départemental. Ont pu être élus au premier tour les candidats ayant obtenu le plus de voix, à condition d'en avoir recueilli un nombre égal au huitième des électeurs inscrits. Un second tour a pu être organisé le deuxième dimanche suivant le premier vote, dans le cas où le nombre des candidats élus était inférieur au nombre de représentants attribués à la circonscription.

## Résultats
- Députés sortants : Gaspard Malo  (Cavaignac), André Jean Lemaire  (Républicains modérés)

| Candidat       | Candidat                  | Parti              | Premier tour | Premier tour | Second tour | Second tour |
| Candidat       | Candidat                  | Parti              | Voix         | %            | Voix        | %           |
| -------------- | ------------------------- | ------------------ | ------------ | ------------ | ----------- | ----------- |
|                | Édouard Roger du Nord     | Droite             | 85 696       | 46,69        |             |             |
|                | Louis de Hau de Staplande | Droite monarchiste | 89 997       | 49,03        |             |             |
|                |                           |                    |              |              |             |             |
| Inscrits       | Inscrits                  | Inscrits           | 290 196      | 100          |             |             |
| Votants        | Votants                   | Votants            | 183 521      | 63,24        |             |             |
| Blancs et nuls |                           |                    |              |              |             |             |
| Exprimés       |                           |                    |              |              |             |             |
|                |                           |                    |              |              |             |             |